# Dreman Futsal Opole- Komprachcice

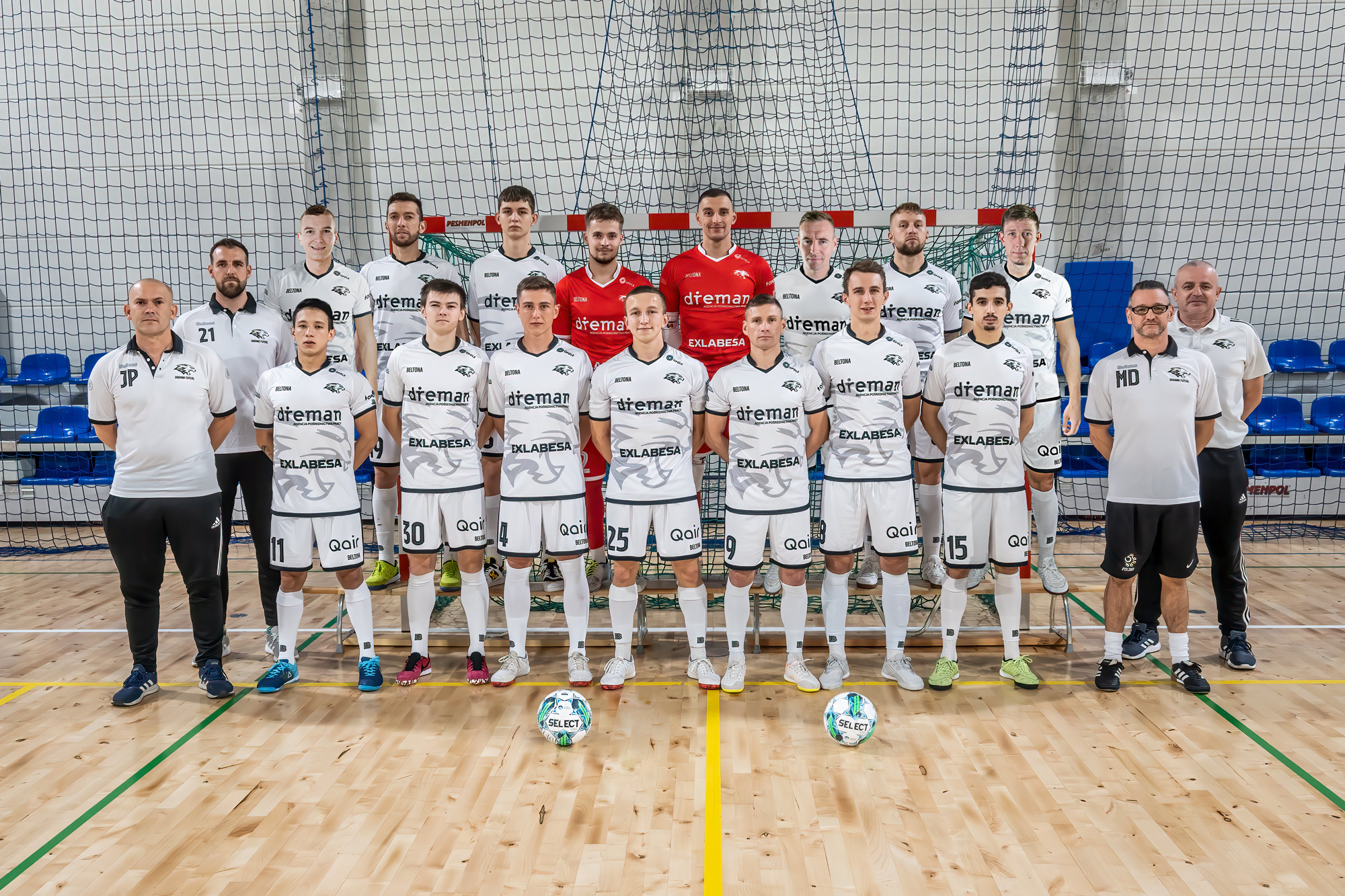

Dreman Futsal Opole Komprachcice – klub sportowy grający w Ekstraklasie futsalu (piłki nożnej halowej).

## Historia
Historia klubu sięga roku 1993, gdy Jarosław Stelmachowicz założył amatorską drużynę piłki nożnej pięcioosobowej Manhattan Opole.Drużyna skupiała głównie młodzież z dzielnicy Opola- Zaodrze. W 1995 roku drużyna zmieniła nazwę na Mexpol Opole. Wtedy też drużyna zaczęła odnosić sukcesy nie tylko na rodzimych boiskach, ale również na licznych turniejach w Polsce, Czechach i na Słowacji.

### 2003-2005
W 2003 roku drużyna została zgłoszona do rozgrywek 2 Ligi Futsalu pod nazwą Marioss Opole. Sezon ten dał drużynie awans do 1 Ligi (dzisiejsza Ekstraklasa). Debiut w Ekstraklasie okazał się szczęśliwy dla drużyny, która pod nazwą Agra Marioss zajęła finalnie czwarte miejsce w tabeli. W 2005 roku klub zawiesił swoją działalność z powodów finansowych.

### 2007-2012
Dwa lata później została podjęta decyzja o reaktywacji klubu pod nazwą Marioss Gazownik Wawelno. Klub rozgrywał swoje mecze w ramach 2. Ligi Futsalu, a już po pierwszym sezonie ponownie wywalczył awans do 1 Ligi, wygrywając baraże z uznawanym za faworyta klubem Kupczyk Kraków. Ekstraklasa okazała się jednak zbyt silna dla opolskiej drużyny- mimo ogromnej woli walki nie udało się uchronić od spadku do 2 ligi. Po zaznaniu goryczy porażki, klub zdecydował się na przeprowadzenie gruntownych zmian kadrowo- organizacyjnych. Pozwoliły one na odbudowanie formy, jednak przez porażki odniesione w barażach marzenia o grze w Ekstraklasie trzeba było odłożyć w czasie. W sezonie 2011/12 klub znów popadł w tarapaty finansowe, przez co pojawiła się groźba zawieszenia sekcji futsalu.

### 2012-2016
W sezonie 2012/13 drużyna ponownie zagrała w 2 lidze futsalu. Dwa lata później do klubu dołączyli zawodnicy środowiskowej drużyny Castorama Opole wraz z ówczesnym kierownikiem Grzegorzem Lachowiczem, dzięki czemu udało się uzyskać awans do Ekstraklasy. W sezonie 2015/16 udało się zdobyć na koniec sezonu trzecie miejsce w tabeli.

### 2020-obecnie
W 2020 roku klub zyskał nowego sponsora tytularnego- dzięki czemu zyskał nową nazwę- Dreman Futsal Opole Komprachcice.

## Miejsca rozrywek
Drużyna Dreman Futsal Opole Komprachcice rozgrywa swoje mecze domowe na dwóch halach sportowych: na Hali Widowiskowo-Sportowej Stegu Arena w Opolu oraz na Hali Ośrodka Sportu i Rekreacji w Komprachcicach.

## Skład drużyny
W sezonie 2022/23 w drużynie Dreman Futsal Opole Komprachcice grają:
bramkarze
- Serghei Burduja (1)
- Jakub Budych (21)
- Dawid Lach (22)

rozgrywający
- Kacper Glinka (4)
- Tomasz Czech (8)
- Vadym Ivanov (9)
- Nuno Andre Loureiro Chuva (15)
- Krzysztof Elsner (17) (do 17.12.2022)
- Felipe Deyvisson De Freitas (19)
- Damian Makowski (25)
- Kamil Kucharski (27)
- Denys Blank (30)
- Piotr Czech (33)
- Waldemar Sobota (28)
- Julian Gheneloff Andina (7) (od 05.01.2023)

skrzydłowi
- Brayan Parra Toloza (11)
- Arkadiusz Szypczyński (99)

pivot
- Tomasz Lutecki (5)[5]

## Akademia Dreman Futsal
W 2022 roku została założona Akademia Futsalu, której zadaniem jest wyszkolenie następców dla piłkarzy Dreman Futsal Opole Komprachcice. Swoje działania skupia na rocznikach 2010-2017.